# 鈴原エミリ
鈴原 エミリ（すずはら えみり、1994年4月20日 - ）は、日本の元AV女優。アロハプロモーション所属。

## 略歴・人物
2014年7月にAVデビュー。
趣味・特技は、旅行、中国語（特訓中）。

## 作品

### アダルトDVD
2014年
- ありったけの警戒心で拒否りつづける女とSEXするまでの一部始終 読者モデル志願者●エミリちゃん（7月5日、ドリームチケット）
- 「お客さん以外の男性とは、ほとんど喋った事がありません」 某お嬢様大学文学部1年 箱入りウブカワ書店員 鈴原エミリ 奇跡!! AVデビュー（7月10日、プレステージ）
- 顔出し! 女子大生限定 マジックミラー号 素人娘初めての電マ体験 2 〜パンティの染みができてもオマ○コ汁の糸が引いても悶絶イキ我慢!〜 in 池袋（8月7日、SODクリエイト）※「あいら」名義[要出典]
- 美少女即ハメ白書 28（9月19日、ソクハメラボ）
- ナチュラルハイ15周年記念作品 図書館で声も出せず糸引くほど愛液が溢れ出す敏感娘 13 豪華版 シリーズ完全網羅! 総勢67人 総集編付き2枚組（9月25日、ナチュラルハイ）[要出典]
- 侵入者が隠れている…。と誰にも言えず家族が眠る夜中まで家庭内羞恥プレイを強要され続けた人妻 3（9月25日、ナチュラルハイ）[要出典]
- お嬢様女子大生・えみり（10月13日、オーロラプロジェクト）
- バーチャルすけべ椅子×顔面ザーメンビーム!（10月13日、アロマ企画）
- 清純可憐すぎるお姉さんは、誰も信じないけど俺のいいなり中出しオナホール!! 「私、本当は死ぬほどSEXが好き!」（10月19日、ジェントルマン）
- 美少女と中出し性交（10月20日、プレステージ）
- 浜辺の美少女を、本気でヤッちゃいました。 神奈川県大磯ビーチで顔射ナンパ編 2014 vol.3（10月22日、プレステージ）[要出典]
- 絶頂(((膝ガクガク)))痴漢 ローターとチ○ポの同時挿入で膣奥Gスポットを直撃され理性を失う女たち（10月23日、ナチュラルハイ）[要出典]
- 声の出せない状況で犯され感じてしまった新卒女子社員（10月23日、ヒビノ）
- この娘、犯してやる…。（10月25日、オーロラ・プロジェクト）
- あの某お嬢様大学文学部1年 箱入りウブカワ書店員 超清楚系美少女 真正中出し解禁!!（10月25日、本中）
- 全裸羞恥痴漢 2（11月20日、ナチュラルハイ）[要出典]
- 美少女×失禁!! 射精みたいな快感おもらし。（12月1日、MOODYZ）
- ナチュラルハイ年末スペシャル 痴漢OK娘 特別編 図書館で出会ったあの色白敏感娘を連日痴漢で中出しまでOKさせろ（12月6日、ナチュラルハイ）[要出典]
- 私 ずっと先生に中出しされていました。（12月18日、いもうとChannel）
- （素）シロウトTV PREMIUM 17（12月19日、プレステージ）[要出典]
- うちの妻、寝とってもらえませんか?（12月20日、ヒビノ）
- 清楚なお嬢様の接吻、フェラチオ、腰振りSEX（12月26日、EROTICA）

2015年
- 清純すぎるAV監督の娘 〜お父さんの仕事場で、父とSEX〜（1月9日、S級素人）[要出典]
- 私、本名でセックスしてました。（1月9日、無名時代）
- マジックミラー号で片想いの女性とのセックス距離を縮めます! 職場の上司と部下OLが2人っきりの野球拳 初めて見せ合う互いのハダカに嬉し恥ずかし初合体♥（1月22日、SODクリエイト）[要出典]
- 宙に浮くほどイキ跳ねる「エビ反り薬漬けエステ」 5（2月5日、ナチュラルハイ）[要出典]
- センズリ鑑賞会 21 恥じらい素人娘に見せつけちゃいました（2月10日、ホットエンターテイメント）[要出典]
- 超敏感!!妄想大好きレディコミ愛読者を公募で集めて電マ責め我慢出来たら10万円、ダメなら即SEX!! 2（2月13日、S級素人） [要出典]
- 軟禁ヤリ漬け部屋（2月19日、グローリークエスト）
- 網タイツを履いたミニスカ女のエロい動画ください（2月25日、アロマ企画）
- 危険日狙って本物中出し 強制子作り性活（2月25日、本中）
- 箱入り美少女お嬢様と卑猥な調教…（2月27日、宇宙企画）
- 抜かずの14発中出し+1（2月27日、EROTICA）
- 危険日美少女生ハメ！オヤジ限定同人AV撮影会 鈴原エミリ（3月1日、ムーディーズ）
- 溺愛 50/50 M 鈴原エミリ（3月1日、FAプロ）
- 可愛い顔してデカ尻！！ 鈴原エミリ（4月15日、MARRION）
- お尻大好きしょう太くんのHなイタズラ 鈴原エミリ（5月7日、グローリークエスト）

2016
- 清楚な美少女のおっぴろげガニ股パンスト Vol.2 鈴原エミリ（1月10日、ジャネス）

### イメージDVD
- はじめてのエッチな恋愛（2014年8月1日、Coming soon）※「片瀬えみり」名義[要出典]
- パイパンSchooldays（2014年10月3日、Sujicco）
- ノーブラノーパン、そんな私は好きですか?（2014年11月28日、INTEC Inc）※「森崎あいる」名義[要出典]